# Joaninha (piloto)
Gilmar Pereira Flores, conhecido como Joaninha (Sinop, MT - 14 de Setembro de 1980), é um competidor de motocross estilo livre brasileiro, nascido em Sinop, no estado de Mato Grosso.. Em 2005, foi campeão dos Jogos Urbanos e do Circuito Nacional.
Joaninha ficou famoso por ter sido o primeiro piloto brasileiro a realizar o backflip (looping invertido).Hexacampeão da Copa Brasil de motocross freestyle, atualmente joaninha viaja com o grupo de pilotos denominado ´´Equipe 99´´ realizando shows pelo Brasil com um caminhão que se transforma em uma rampa para manobras. É vereador na cidade de Sinop no Mato Grosso.

## Ligações externas

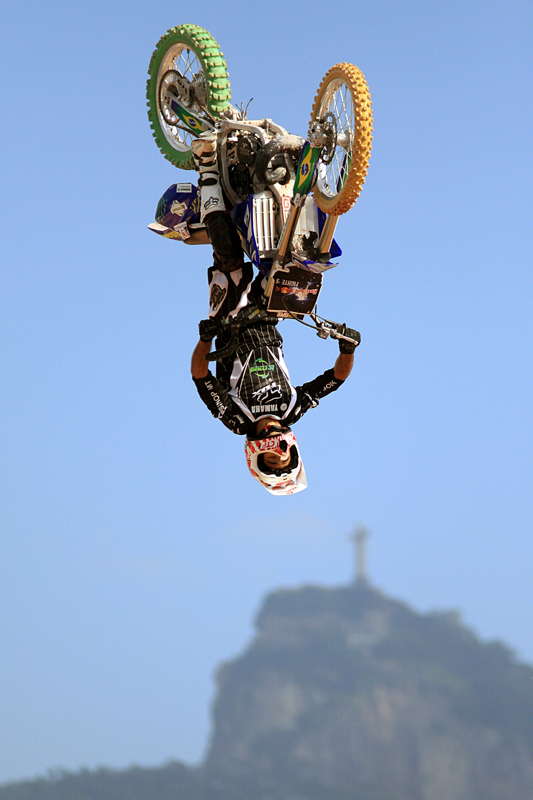
joaninha realizando backflip no Red Bull X-Fighters etapa Rio de Janeiro em 2008